# Балуці
Балу́ці (болг. Балуци) — село у Великотирновській області Болгарії. Входить до складу общини Єлена.

## Населення
За даними перепису населення 2011 року у селі проживали 2 особи.
Розподіл населення за віком у 2011 році:
Динаміка населення:

## Політична ситуація
Балуці підпорядковується безпосередньо громаді і не має свого кмету.
Кмет (мер) громади Олена - Сашо Петков Топалов (Болгарська соціалістична партія (БСП) за результатами виборів.